# Bunuri mobile din domeniul istorie clasate în patrimoniul cultural național al României aflate în județul Prahova
Acestă listă conține bunurile mobile din domeniul istorie clasate în Patrimoniul cultural național al României aflate la momentul clasării în județul Prahova.

## Tezaur
| Foto | Informații generale | Detalii tehnice | Descriere | Deținător                                                  | Legături |
| ---- | --- | --- | --- | ---------------------------------------------------------- | -------- |
|      | Album fotografic pe file detașabile, în cutie                                                                                     | Dimensiuni: L: 38,5 cm; La: 28 cm; H: 7,5 cm Material: fotografie/ hârtie fotografică, carton, pictură manuală, acuarelă, material textil, bordat manual | Album fotografic conținând file detașabile de carton, în număr de 20, decorate cu acuarele realizate de regina Maria, cu motive stilizate geometrice, cruci gamate, nori, valuri. Pe 17 dintre planșe sunt lipite, singulare sau mai multe, fotografii de studio, reprezentând rudele reginei: fiul, principele Carol al României, fiica, principesa Elisabeta a României, sora reginei, Victoria Melita (pe atunci mare ducesă de Hessen – Darmstadt) și fiica acesteia, Elisabeth de Hessen, vara primară pe linie paternă, împărăteasa Alexandra Feodorovna a Rusiei (în fotografie realizată la încoronarea acesteia, cu autograf), verii primari pe linie maternă, marii duci Kiril Vladimirovici, Boris Vladimirovici și Andrei Vladimirovici ai Rusiei. Planșele sunt reunite în casetă din carton tare, acoperit cu material textil, pluș violet, iar pe capac broderie manuală, cu motive vegetal-florale stiliate, în nuante de verde, auriu și frez. | Muzeul Național Peleș, Sinaia                              | Cimec    |
|      | Inel de la nunta de argint a perechii regale Ferdinand - Maria                                                                    | Datare: 1917 Școală: Atelier românesc Dimensiuni: D: 1,8 cm cm; Dmax: 2,1 cm; Titlu: 800‰ Material: argint; aur; turnat; gravat; cizelat | Inel de la nunta de argint a perechii regale Ferdinand- Maria, care a aparținut reginei Maria, dublat la interior cu foiță de aur de grosime aproximativ 0,3 mm, gravată cu inscripție olografă în limba română, cu nume, datare și localizare, cu inel de argint suprapus și sudat la verighetă. | Muzeul Național Peleș, Sinaia                              | Cimec    |
|      | Manuscris | Datare: 1906 Școală: Atelier Paul Telge; Atelier Sanktjohannsep Dimensiuni: L: 50 cm; La: 40 cm; Gr: 14 cm; G: 2420 gr; Titlu: 800‰ Material: argint; pergament; caboșoane; turnat; presat; cizelat; parțial aurit; pictat manual                                                                               | Manuscris alcătuit din 25 de file cu ramă din argint; fiecare filă este pictată în guașe, pe ambele fețe, rezultând 50 de acuarele cu flori purtând versuri caligrafiate de Maria, sub semnături importante: Carmen Sylva, Victor Hugo, Heine, Armand Sylvestre, scrise în limbile franceză, engleză și germană; coperți din argint aurit, decorate pe coperta I cu stema veche a României, deviza „Nihil sine Deo” și în colțuri crucea gamată în medalion circular cu labrechin motive celtice, încadrate de ramă cu ruban; pe coperta IV, stema lui Alfred de Edinburgh ca prinț al Angliei și în colțuri crucea gamată în medalion circular cu labrechin motive celtice, încadrate de ramă cu ruban; pe cotor 11 caboșoane patrulatere și inscripție-dedicație aplicată „Lui Ferdinand de la Maria / 1906”. Coperțile sunt legate cu două clape ornate cu motive celtice și două caboșoane patrulatere. La interiorul primei coperți, în ancadrament circular din care pornesc raze, este portretul în email al principesei Maria, în costum popular românesc, cu diademă pe cap, cu mâna stângă sprijinită pe brațul tronului de aur de la Cotroceni; deasupra este gravată deviza familiei regale „Nihil sine Deo”, iar sub portret sunt gravate versuri în limba engleză „Luptă pentru bine, luptă cum poți mai bine/ Cristos este puterea, Cristos este dreptatea/ Trăiește viața și va fi întotdeauna bucurie” semnate Marie și data 1906; la interiorul ultimei coperți este gravată crucea gamată, monograma principesei Maria și deviza Ordinului Jartierei „HONI SOIT/ QUI MAL/ Y PENSE”. | Muzeul Național Peleș, Sinaia                              | Cimec    |
|      | Portretul Reginei Victoria a Regatului Unit al Marii Britanii și Irlandei, Împărăteasa Indiei Autor: Fotografie Alexander Bassano | Datare: 1882 Școală: Atelier francez Dimensiuni: Î: 8,5 cm; D: 4,0 cm; L: 8,2 cm; La: 6,5 cm; Titlu: 800‰ Material: fotografie; argint; lapislazuli; material textil; turnare; presare; gravare; decupare; cizelare; aurire parțială; tăiere; șlefuire                                                          | Fotografie reprezentând bustul reginei Victoria a Regatului Unit al Marii Britanii și Irlandei, Împărăteasa Indiei, semiprofil stânga, încoronată, în medalion oval cu brodura din argint cu decor palmete; medalionul este încadrat în rama lată cu schelet din trei ogive, sprijinită pe patru picioare araci, cu decor frunze de viță de vie și struguri, inferior heruvim, lateral două păsări, superior doi putti adosați, susținând cunună aurită; rama cu picior de susținere (doi araci) este fixată oblic pe postament dreptunghiular din lapislazuli; pe talpă, material textil de protecție din catifea vișiniu închis. Fotografia a fost realizată de Alexander Bassano, în anul 1882, cu ocazia nunții ducelui și ducesei de Albany. | Muzeul Național Peleș, Sinaia                              | Cimec    |
|      | Sabie tip Kiliji | Datare: 1/2 sec. XVIII Școală: Atelier turcesc Dimensiuni: L: 85,5 cm Material: oțel; turnat; ciocănit; gravat; damaschinat cu aur; cizelat; aur; trefilat; fier; turnat; gravat; aurit | Sabie tip Kiliji cu lama lată curbă cu tăiș pe partea convexă și contratăiș, două șanțuri spre muchia netăioasă, unul lat, continuu, celălalt întrerupt de trei motive vegetale gravate. Garda cu brațe curbe spre lamă cu terminații florale și șliț pe ambele fețe ale lamei. Mânerul face corp comun cu garda, cu bază triunghiulară și cap bulbar aplecat, gravat cu motive orientale aurite. Pe primul sfert al lamei două cartușe cu inscripții în caractere arabe, damaschinate cu aur. Face parte din colecția de arme regelui Carol I din castelul Peleș. | Muzeul Național Peleș, Sinaia                              | Cimec    |
|      | Sabie tip Shamșir | Datare: 1/2 sec. XVII Școală: Atelier turcesc Dimensiuni: L: 90 cm Material: oțel; bronz; turnat; ciocănit; damaschinat; aurit; cizelat; presat; gravat | Sabie tip Shamșir cu lamă lată, cu tăiș pe partea convexă și contratăiș, două șanțuri spre muchia netăioasă, unul continuu, celălalt întrerupt de motive liniare damaschinate cu aur. Garda de bronz cu brațe curbate spre lamă și terminație în volute cu prelungire pe mâner. Mâner tronconic cu cap aplecat de formă bulbară, gravat cu motive liniare. Pe lamă două inscripții damaschinate cu aur cu caractere arabe. Face parte din colecția de arme regelui Carol I din castelul Peleș. | Muzeul Național Peleș, Sinaia                              | Cimec    |
|      | Pumnal persan | Datare: 1/2 sec. XVII Școală: Atelier persan Dimensiuni: L: 52,5 cm Material: oțel; turnat; ciocănit; gravat; brunat; cizelat; argint; presat; laminat; ciocănit; cizelat; os; șlefuit; finisat; corali | Lama dreaptă cu două tăișuri, cu nervură mediană motiv decorativ, gravat în primul sfert. Mâner cu plăsele din os, evazat la capete, cu canelură gravată median și butoni în formă de rozetă din argint aurit și corali în caboșoane. Garnitură din argint aurit decorată cu motiv punctiform și caboșoane cu corali, cu buton terminal. Face parte din colecția de arme regelui Carol I din castelul Peleș. | Muzeul Național Peleș, Sinaia                              | Cimec    |
|      | Pumnal persan | Datare: 1/2 sec. XVII Școală: Atelier persan Dimensiuni: L: 52,5 cm Material: oțel; turnat; ciocănit; gravat; brunat; cizelat; argint; presat; laminat; ciocănit; cizelat; os; șlefuit; finisat; corali | Pumnal cu lama dreaptă cu două tăișuri, cu nervură mediană motiv decorativ, gravat în primul sfert. Mâner cu plăsele din os, evazat la capete, cu canelură gravată median și butoni în formă de rozetă din argint aurit și corali în caboșoane. Garnitură din argint aurit decorată cu motiv punctiform și caboșoane cu corali, cu buton terminal. Face parte din colecția de arme regelui Carol I din castelul Peleș. | Muzeul Național Peleș, Sinaia                              | Cimec    |
|      | Bici de luptă | Datare: 1/2 sec. XIX Școală: Atelier persan Dimensiuni: L: 81,5 cm Material: oțel; turnat; presat; argintat; cizelat | Coada cilindrică cu mâner marcat la capăt de un buton alcătuit din două calote sferice lipite pe tijă, decorate cu motive vegetale argintate. Lanț cu zale duble la capăt cu o piesă biconică ornamentată similar cu restul. Face parte din colecția de arme regelui Carol I din castelul Peleș. | Muzeul Național Peleș, Sinaia                              | Cimec    |
|      | Bici de luptă | Datare: 1/2 sec. XIX Școală: Atelier persan Dimensiuni: L: 89,5 cm Material: oțel; turnat; presat; argintat; cizelat | Tijă dreaptă, cilindrică, cu mânerul delimitat de două sfere, decorat cu motive vegetale argintate. Lanțul cu zale duble la capăt cu o piesă biconică ornamentată similar cu restul. Face parte din colecția de arme regelui Carol I din castelul Peleș. | Muzeul Național Peleș, Sinaia                              | Cimec    |
|      | Buzdugan de comandă | Datare: 1/2 sec. XVII Școală: Atelier persan Dimensiuni: L: 72,5 cm Material: oțel; turnat; presat; argintat; cizelat | Buzdugan cu bulbul în formă de cap de drac fixat pe o hampă din oțel în formă cilindrică terminată cu calotă semisferică. Bulbul decorat cu motive orientale argintate. Face parte din colecția de arme regelui Carol I din castelul Peleș. | Muzeul Național Peleș, Sinaia                              | Cimec    |
|      | Topor de luptă | Datare: 1/2 sec. XIX Școală: Atelier persan Dimensiuni: L: 65 cm; Ls: 14 cm Material: oțel; turnat; ciocănit; aurit; cizelat; lemn; strunjit; finisat | Secure cu tăiș convex și margine ondulată, manșon în secțiune circulară, fixată la o hampă din lemn printr-un buton în formă de calotă sferică cu prelungire triunghiulară, cu margini decupate. Decorată marginal cu motive orientale aurite. Pe manșon și partea opusă securii inscripții cu caractere arabe. Face parte din colecția de arme regelui Carol I din castelul Peleș. | Muzeul Național Peleș, Sinaia                              | Cimec    |
|      | Suliță persană | Datare: 2/2 sec. XIX Școală: Atelier persan Dimensiuni: L: 147,5 cm Material: oțel; turnat; ciocănit; gravat; argintat; cizelat; lemn; strunjit; finisat | Vârf în formă de lamă de pumnal caucazian cu jgheab central flancat de două șanțuri. La bază decor cu margini ondulate damaschinat cu argint, cu motive vegetale arabe dispuse în cartușe longitudinale. La bază manșon din material textil și fir metalic de culoare albastră. Hampă din lemn în secțiune circulară. Face parte din colecția de arme regelui Carol I din castelul Peleș. | Muzeul Național Peleș, Sinaia                              | Cimec    |
|      | Furcă de gardă | Datare: 1/2 sec. XIX Școală: Atelier persan Dimensiuni: L: 171 cm Material: oțel; turnat; presat; gravat cu acizi; aurit; cizelat; lemn; strunjit; finisat | Cu trei brațe dintre care două ondulate și cel central drept. La bază decorate cu motive vegetale gravate, central medalion aurit. Manșon tubular, damaschinat cu argint pe toată suprafața cu motive arabe dispuse în cartușe longitudinale. Face parte din colecția de arme regelui Carol I din castelul Peleș. | Muzeul Național Peleș, Sinaia                              | Cimec    |
|      | Furcă de gardă | Datare: 1/2 sec. XIX Școală: Atelier persan Dimensiuni: L: 170 cm Material: oțel; turnat; presat; gravat cu acizi; aurit; cizelat; lemn; strunjit; finisat | Cu două brațe, margine ondulate, decorate integral cu motive vegetale, aviforme și două personaje masculine argintate. Manșon tubular fixat la o hampă din lemn în secțiune circulară. Face parte din colecția de arme regelui Carol I din castelul Peleș. | Muzeul Național Peleș, Sinaia                              | Cimec    |
|      | Cămașă de zale | Datare: 1/2 sec. XVII Școală: Atelier persan Dimensiuni: L: 86 cm; La: 54 cm; Lv: 102 cm Material: oțel; turnat; trefilat; ciocănit; sudat; cizelat; material textil | Făurită din inele metalice mari, sudate, aplatizate, legate în cuie, gravate pe una din fețe cu motiv liniar. Este tip cămașă cu mâneci scurte și guler. Gulerul este întărit cu catifea roșie și este dublat în interior cu pânză. Prezintă două șlițuri față, spate. Face parte din colecția de arme regelui Carol I din castelul Peleș. | Muzeul Național Peleș, Sinaia                              | Cimec    |
|      | Coif persan | Datare: 1/2 sec. XIX Școală: Atelier persan Dimensiuni: D: 31 cm; H: 20 cm Material: oțel; turnat; trefilat; împletit; ciocănit; gravat; aurit; cizelat; material textil; cusut; finisat | Calotă semisferică, vârf piramidal, sferic la bază, apărătoare de nas glisantă cu marginile ondulate, doi suporți pentru penaj, pe margine prinsă o gligă de zale cu terminații triunghiulare ce acoperă fruntea, gâtul și urechile. Pe toată suprafața motive orientale gravate și aurite, la bază inscripții în limba arabă în cartușe. Pe interior căptușit cu material textil matlasat. Face parte din colecția de arme regelui Carol I din castelul Peleș. | Muzeul Național Peleș, Sinaia                              | Cimec    |
|      | Apărătoare de piept | Datare: 1/2 sec. XVI Școală: Atelier persan Dimensiuni: L: 29,5 cm; La: 20,5 cm Material: oțel; turnat; ciocănit; pictat; aurit; cizelat; material textil | Dreptunghiulară, ușor curbată, prevăzută cu șase catarame prinse în balamale, două la partea superioară și patru în colțuri, decorate cu motive vgetale aurite și prevăzute cu curele din piele pentru fixare. Suprafață lisă, aurită, pictată cu motive orientale. Pe interior căptușeală cu material textil. Face parte din colecția de arme regelui Carol I din castelul Peleș. | Muzeul Național Peleș, Sinaia                              | Cimec    |
|      | Apărătoare de piept | Datare: 1/2 sec. XIX Școală: Atelier persan Dimensiuni: L: 27,5 cm; La: 17,5 cm; Lc: 21,5 cm Material: oțel; turnat; ciocănit; pictat; aurit; cizelat; material textil | Dreptunghiulară, decupată în partea superioară pentru fixare în zona gâtului, prevăzută cu patru catarame prinse în balamale dispuse în cele patru colțuri. Suprafață lisă, aurită, pictată cu motive orientale. Pe interior căptușeală cu material textil. Face parte din colecția de arme regelui Carol I din castelul Peleș. | Muzeul Național Peleș, Sinaia                              | Cimec    |
|      | Scut rondaș | Datare: 1/2 sec. XVII Școală: Atelier persan Dimensiuni: D: 43 cm Material: oțel; turnat; ciocănit; aurit; niello; cizelat; material textil; lipit; finisat | Rondașă, cu margine aplicată, central patru butoni cu margini ondulate. În câmp central motive vegetale, aviforme, medalion cu inscripții în cartușe alternate cu motive aviforme și personaje în în niello și aurite. În interior căptușit cu material textil matlasat și patru inele centrale de prindere a curelei. Face parte din colecția de arme regelui Carol I din castelul Peleș. | Muzeul Național Peleș, Sinaia                              | Cimec    |
|      | Iatagan otoman | Datare: 1/2 sec. XIX Școală: Atelier turcesc Dimensiuni: L: 72 cm Material: oțel de damasc; turnat; damaschinat cu argint; os; șlefuit; decupat; corali | Lamă curbă, cu tăiș pe partea concavă, decorată spre muchia netăioasă pe toată lungimea prin damaschinare cu argint, cu inscripții și motive vegetale în cartușe. Pe talon aplică cu margini decupate din argint filigranat și aurit, caboșoane cu corali pe fond punctiform. Mâner cu plăsele din os, cap dublu evazat, ornamentat cu aplice din argint, decupate și gravate cu motive vegetale. Longitudinal bandă de fixare decorată similar cu aplica de pe lamă. Inel de rezistență lat din argint aurit decorat similar cu mânerul. Face parte din colecția de arme regelui Carol I din castelul Peleș. | Muzeul Național Peleș, Sinaia                              | Cimec    |
|      | Iatagan otoman | Datare: 1881 Școală: Atelier turcesc Dimensiuni: L: 72 cm Material: oțel; fildeș; garavare | Lama cu vârf ascuțit, bogat ornamentată cu motive vegetale, aurite și inscripție. Șanț pe muchia netăioasă. Mâner din fildeș cu aripioare; garnitură decorată. Mânerul este prins în cruce, lama este dreaptă. Face parte din colecția de arme regelui Carol I din castelul Peleș. | Muzeul Național Peleș, Sinaia                              | Cimec    |
|      | Pistol cu cremene | Datare: 1/2 sec. XVIII Școală: Atelier turcesc Dimensiuni: L: 51 cm; Calibru: 15 mm Material: oțel; turnat; ciocănit; damaschinat cu argint; cizelat; lemn; strunjit; încrustat cu argint; finisat | Teava lisă, tronconică la exterior, damaschinată cu argint, cu motive orientale. Mecanism de dare a focului complet. Dispozitiv de declanșare trăgaci cu terminație sferică. Patul de formă franceză, ulucul din lemn, fac corp comun, încrustate cu argint cu motive orientale. Face parte din colecția de arme regelui Carol I din castelul Peleș. | Muzeul Național Peleș, Sinaia                              | Cimec    |
|      | Pușcă cu cremene | Datare: 1/2 sec. XIX Școală: Atelier turcesc Dimensiuni: L: 66,5 cm; Calibru: 14 mm Material: oțel de Damasc; turnat; ciocănit; damaschinat cu aur; cizelat; lemn; strunjit; sculptat; încrustat; cizelat | Prevăzută cu două țevi. Țeava lisă în interior, octogonală la culată, damaschinată cu aur în motive orientale. Mecanism de dare a focului complet, damaschinat similar cu țeava. Dispozitiv de declanșare trăgaci și gardă cu prelungiri decupate și gravate cu motive vegetale. Patul de formă franceză, din lemn, face corp comun cu ulucul. Ambele bogat sculptate și încrustate cu argint în motiv oriental.Talpa patului metalică fixată în șuruburi damaschinate cu aur cu prelungire decupată pe partea supeioară a patului parțial gravată cu motive vegetale. Pe uluc patru aplice sub formă de bumbi din argint aurit. Pe uluc și contraplatină inel pentru curea fixate în șuruburi aurite. Pe ambele țevi inscripții arabe damaschinate cu aur. Face parte din colecția de arme regelui Carol I din castelul Peleș. | Muzeul Național Peleș, Sinaia                              | Cimec    |
|      | Pușcă cu cremene | Datare: 1/2 sec. XVIII Școală: Atelier turcesc Dimensiuni: L: 112,4 cm; Calibru: 13 mm Material: oțel; turnat; ciocănit; încrustat; cizelat; lemn; strunjit; finisat; os; șlefuit; finisat; corali; alamă; turnată; laminată; decupată; gravată                                                                 | Teava ghintuită în secțiune octogonală, cu țel și înălțător mobil, crestat median. Mecanism de dare a focului complet. Dispozitiv de declanșare trăgaci cu cap sferic și gardă, fixată pe o aplică de os decupată în motiv vegetal. Patul fațetat încrustat cu benzi din os și corali, talpa placată cu fier și alamă. Ulucul din lemn, manșon din os, prevăzut cu lăcaș pentru vergeaua metalică, susținută cu trei brățări din alamă gravate cu motive vegetale. Pe uluc aplică din os. Pe țeavă inscripții cu caractere arabe și mărci. Face parte din colecția de arme regelui Carol I din castelul Peleș. | Muzeul Național Peleș, Sinaia                              | Cimec    |
|      | Sabie indiană Rajput | Datare: sec. XVIII Școală: Atelier oriental Dimensiuni: L: 94,5 cm Material: oțel; flambat; alamă; pietre; incizare; montare | Curbă, lama din oțel flambat, îngustată către vârf. Tăiș și muchie ondulată. Muchia se îngustează spre vârf. După o distanță de 55 mm de la vârf până la talon, inscripție cu caractere orientale. Garda în formă de cruce, decorată prin incizare; originea rombică, nedecorată. Originea are o montură de pietre roșii și verzi. Mâner din os, încovoiat, capul cu două aplicații de alamă în formă de frunză, pe care sunt montate câte două pietre roșii și verzi. Face parte din colecția de arme regelui Carol I din castelul Peleș. | Muzeul Național Peleș, Sinaia                              | Cimec    |
|      | Teacă de sabie de paradă Rajput                                                                                                   | Datare: 1/2 sec. XVIII Școală: Atelier arab Dimensiuni: L: 82 cm Material: lemn; strunjit; finisat; argint; turnat; presat; gravat; decupat; aurit; cizelat; piele; presată; decupată; cusută; finisată; 65 de pietre (din 70 inițial)                                                                          | Curbă, din lemn îmbrăcat în alamă la capete, median piele neagră, cusută pe interior cu sârmă de alamă. La partea superioară manșon lat din argint aurit cu fantă pe partea concavă, gravat cu motive vegetale dispuse în brâu pe contur. Pe fața exterioară trei șiruri de caboșoane cu pietre semiprețioase. La baza manșonului și median două brățări din argint aurit decorate similar cu manșonul de la partea superioară, prevăzută cu două curele de susținere a curelei. Vârful decorat la partea superioară similar cu extremitatea tecii, cu vârf rotunjit. Pe partea concavă și convexă aplică din argint aurit decupată și gravată cu motive vegetale. Face parte din colecția de arme regelui Carol I din castelul Peleș. (Este teaca sabiei cu nr. inv. 14320/8). | Muzeul Național Peleș, Sinaia                              | Cimec    |
|      | Pușcă cu cremene | Datare: 1/2 sec. XVIII Școală: Atelier arab Dimensiuni: L: 153 cm; Calibru: 15 mm Material: oțel; turnat; ciocănit; gravat; traforat; cizelat; lemn; strunjit; finisat; bronz; turnat; presat; cizelat; corali; os                                                                                              | Țeava lisă, octogonală la culată, din oțel de Damasc, damaschinată cu argint cu motive orientale. Pe țeavă înălțător. Mecanism de dare a focului complet, gravat cu motive vegetale. Platina din bronz, gravată similar. Dispozitivul de declanșare buton. Patul din lemn, încrustat cu aplice din alamă, traforate în motiv vegetal și gravate cu motiv liniar cu corali și os. Talpa patului placată cu alamă gravată și încrustată cu corali. Ulucul scurt, decorat similar cu patul, cu lăcaș pentru vergeaua din lemn, cu manșon metalic și patru brățări metalice traforate, decorate au repoussee cu motive vegetale. Pe partea inferioară a mecanismului de dare a focului inscripție cu caractere arabe. Face parte din colecția de arme regelui Carol I din castelul Peleș. | Muzeul Național Peleș, Sinaia                              | Cimec    |
|      | Sabie orientală Shimșir | Datare: 1/2 sec. XIX Școală: Atelier arab Dimensiuni: L: 98 cm Material: oțel; turnat; ciocănit; brunat; cizelat; lemn; strunjit; finisat; alamă; turnată; presată; gravată; cizelată; aramă; trefilată; împletită; răsucită; cizelată; os; tăiat; încrustat; nituit; finisat                                   | Curbă, lama lată, cu șanț pe muchia concavă, brunată. Garda cruciformă, cu brațe scurte terminate discoidal, damaschinată cu motive liniare aurii. Mâner cu cap încovoiat spre lamă cu plăsele din os, cu aplicații metalice și ținte dispuse vertical, de formă geometrică, alternând cu benzi din fier și alamă, gravate și nituite. La bază inel de rezistență lat din sârmă răsucită din aramă și bronz. Capul mânerului cu aplică metalică decupată, gravată cu motive vegetale și terminată cu inel de susținere și frunză mică triunghiulară din alamă. Face parte din colecția de arme regelui Carol I din castelul Peleș. | Muzeul Național Peleș, Sinaia                              | Cimec    |
|      | Pușcă cu cremene | Datare: 1/2 sec. XVIII Școală: Atelier arab Dimensiuni: L: 133,5 cm; Calibru: 17 mm Material: oțel; turnat; ciocănit; gravat; cizelat; lemn; strunjit; încrustat; finisat; alamă; presată; traforată; gravată; cizelată                                                                                         | Țeavă lisă, tronconică, octogonală la culată și gravată pe primul sfert cu motive vegetale. Pe țeavă țel și înălțător cu două aripi. Mecanism de dare a focului complet. Dispozitiv de declanșare, trăgaci și gardă din bronz gravată cu panoplie. Patul și ulucul din lemn fac corp comun. Patul încrustat cu aplice din alamă, traforate în motiv vegetal, gravate cu motiv liniar, fixate în ținte, corali și os. Talpa patului metalică, din bronz, prelungită pe pat cu aplică decupată și gravată cu trofee militare. Contraplatină cu aplice similare cu garda și șuruburi gravate. Ulucul decorat similar cu patul, prevăzut cu lăcaș pentru vergeaua din fier forjat, susținută de două brățări metalice. Pe pat și uluc trei inele pentru susținerea curelei. Pe platină și pe țeavă marcă de atelier neidentificată. Face parte din colecția de arme regelui Carol I din castelul Peleș. | Muzeul Național Peleș, Sinaia                              | Cimec    |
|      | Scut rondaș | Datare: 1/2 sec. XVIII Școală: Atelier persan Dimensiuni: D: 51 cm Material: oțel; turnat; presat; gravat; cizelat; material textil | Rondaș, margine proeminentă. Central, câmp ornamentat cu scene de vânătoare și patru butoni așezați simetric. Cinci brâuri marginale, ornamentate cu motive vegetale și geometrice, cu șaisprezece cartușe cu inscripții în limba arabă. Interior dublat cu material textil, fragment de sfoară. Face parte din colecția de arme regelui Carol I din castelul Peleș. | Muzeul Național Peleș, Sinaia                              | Cimec    |
|      | Scut tip Dahl | Datare: 1/2 sec. XVII Școală: Atelier indian Dimensiuni: D: 37,8 cm Material: oțel; turnat; ciocănit; gravat; damaschinat cu argint aurit; niello; cizelat; bronz; turnat; presat; cizelat; material textil | Scut tip Dahl. Rondaș, bombat, cu margine curbată. Câmpul central gravat cu motive vegetale, damaschinat, delimitat de două benzi aurii. Central patru butoni proeminenți din bronz. În interior suprafață lustruită, central pernuță cu patru inele de susținere a curelei. Face parte din colecția de arme regelui Carol I din castelul Peleș. | Muzeul Național Peleș, Sinaia                              | Cimec    |
|      | Scut tip Dahl | Datare: 1/2 sec. XVII Școală: Atelier persan Dimensiuni: D: 53 cm Material: oțel; turnat; presat; gravat; argintat; aurit; niello; cizelat; material textil | Rondaș, bombat, margine aplicată, central cinci butoni, patru cu margine rotundă și motive liniare argintate, unul central reprezintă o figură umană, reprezentând simbolul solar cu dousprezece raze aurii. Câmpul central ornamentat cu motive vegetale gravate și medalioane orientale aurite, alternând cu razele solare. Marginal brâu cu inscripții arabe în medalion, bordat de câte două brâuri înguste cu motive vegetale. Pe partea interioară căptușit cu material textil matlasat. Face parte din colecția de arme regelui Carol I din castelul Peleș. | Muzeul Național Peleș, Sinaia                              | Cimec    |
|      | Spadă indiană Salapa | Datare: 1/2 sec. XIX Școală: Atelier indian Dimensiuni: L: 89 cm Material: oțel; turnat; ciocănit; gravat; damaschinat cu argint; cizelat | Lama lată și lungă, cu două tăișuri, unul pe întreaga lungime, celălalt prezintă pe prima jumătate o aplică îngustă cu margini ondulate. Spre gardă, central trei perforații circulare damaschinate cu argint. Garda din fier în formă de cruce cu brațe scurte, terminate în semisfere. Garda face corp comun cu mânerul puternic profilat, scurt, cu sliț prelung spre lamă și extremitate discoidală prevăzută central cu semisferă și buton cu inel traforat. Tot ansamblul damaschinat cu argint cu motive vegetale. Face parte din colecția de arme regelui Carol I din castelul Peleș. | Muzeul Național Peleș, Sinaia                              | Cimec    |
|      | Ciocan indian de luptă | Datare: 1/2 sec. XVII Școală: Atelier indian Dimensiuni: L: 63 cm; Lc: 15 cm Material: oțel; turnat; ciocănit; damaschinat cu argint; cizelat; lemn; strunjit; finisat; piele; presată; decupată | Capul ciocanului cu vârf ascuțit în patru muchii, manșon oval și terminat prismatic, decorat integral prin damaschinare cu argint cu motive orientale și punctiforme. În partea superioară lentilă și șurub de fixare la coadă, decorate similar cu ciocanul. Coada circulară din lemn ornamentată pe două treimi cu patru benzi metalice longitudinale damaschinate ca și restul și fixate în nituri. Ultima treime delimitată de două proeminențe ornamentată cu caneluri transversale îmbrăcată în piele și terminație în formă de manșon metalic decorat în aceeași manieră și buton. Face parte din colecția de arme regelui Carol I din castelul Peleș. | Muzeul Național Peleș, Sinaia                              | Cimec    |
|      | Topor de comandă | Datare: 1/2 sec. XIX Școală: Atelier indian Dimensiuni: L: 62 cm; Lt: 15 cm Material: oțel; turnat; ciocănit; gravat; damaschinat cu aur și argint; cizelat | Toporișca dublă evazată cu tăiș convex, damaschinat cu aur pe margine cu motiv entrelac. La bază motive vegetale și avimorfe gravate ca și talpa toporului de formă pătrată. Superior o semisferă aurită pentru fixarea la coadă. Coada în secțiune octogonală, damaschinată cu argint, similar cu toporișca terminată cu sferă. Face parte din colecția de arme regelui Carol I din castelul Peleș. | Muzeul Național Peleș, Sinaia                              | Cimec    |
|      | Topor de comandă | Datare: 1/2 sec. XIX Școală: Atelier indian Dimensiuni: L: 64 cm; Lc: 26 cm Material: oțel; turnat; ciocănit; gravat; damaschinat cu aur; cizelat | Lama în formă de semilună cu tăiș convex, damaschinată și gravată pe ambele fețe cu motive vegetale, bust de bărbat și femeie. Manșon circular. În partea opusă lamei, în același plan vârf de lance mic, prevăzut la bază cu două perforații inelare și două ramificații în formă de șarpe cu gura deschisă. Coada circulară, aurită la extermități, cu terminație semisferă și țui, damaschinat cu aur. În partea superioară calotă sferică cu caneluri, aurită. Face parte din colecția de arme regelui Carol I din castelul Peleș. | Muzeul Național Peleș, Sinaia                              | Cimec    |
|      | Sabie indiană Rajput | Datare: 1/2 sec. XIX Școală: Atelier indian Dimensiuni: L: 84 cm Material: oțel; turnat; ciocănit; decupat; damaschinat cu argint; cizelat | Lama curbă cu tăiș scurt pe partea convexă, în rest zimțată integral. Garda cruciformă cu două brațe scurte cu terminații calote sferice și arc de împreunare ondulat, nefixat de capul mânerului terminat în volută. Mânerul face corp comun cu garda, puternic profilat, cu o prelungire peste lamă, triunghiulară, cu extremitatea discoidală, central calotă sferică cu buton terminal. Tot ansamblul damaschinat cu argint, cu motive geometrice dispuse în benzi alternate. Face parte din colecția de arme regelui Carol I din castelul Peleș. | Muzeul Național Peleș, Sinaia                              | Cimec    |
|      | Sabie indiană Shimșir | Datare: 1/2 sec. XIX Școală: Atelier indian Dimensiuni: L: 90 cm Material: oțel; fier; turnat; ciocănit; decupat; damaschinat cu aur; cizelat | Lama curbă cu un singur tăiș, decorată pe primul sfert cu inscripții și motive orientale în cartuș, damaschinate cu aur. Garda cruciformă, cu brațe scurte, piramidale. Mânerul din fier face corp comun cu garda și prezintă o prelungire pe lamă. Capul mânerului aplecat, de formă bulbară. Tot ansamblul damaschinat cu argint, cu motive orientale dispuse în benzi pe contur. Face parte din colecția de arme regelui Carol I din castelul Peleș. | Muzeul Național Peleș, Sinaia                              | Cimec    |
|      | Pumnal indian Kukri | Datare: 1/2 sec. XIX Școală: Atelier indian Dimensiuni: L: 43,5 cm Material: oțel; turnat; ciocănit; damaschinat cu aur; cizelat | Pumnal tip kukri. Lama curbă cu tăișul pe partea concavă. Lățită în a doua jumătate și două șanțuri profunde spre muchia netăioasă și unul lat. La baza lamei două aripioare perforate și un cartuș damaschinat cu palmete. Mâner tubular ușor curbat profilat spre capătul evazat, cu lentilă cu buton. Decorat integral similar cu lama. Face parte din colecția de arme regelui Carol I din castelul Peleș. | Muzeul Național Peleș, Sinaia                              | Cimec    |
|      | Sabie japoneză cu teacă | Datare: 1/2 sec. XIX Școală: Atelier japonez Dimensiuni: L: 62 cm Material: oțel; turnat; ciocănit; cizelat; os; tăiat; gravat; sculptat; cizelat; lemn; strunjit; finisat | Tip tanto. Lama ușor curbată, cu nervură spre muchia netăioasă. Vârf cu contratăiș, garda ovală, din os, ca și mânerul decorat cu scene de gen sculptat și gravat. Teaca din lemn, îmbrăcată în os, în trei registre mobile, gravată și sculptată pe toată suprafața cu scene de gen. Face parte din colecția de arme regelui Carol I din castelul Peleș. | Muzeul Național Peleș, Sinaia                              | Cimec    |
|      | Topor de comandă | Datare: 1/2 sec. XIX Școală: Atelier indian Dimensiuni: L: 66 cm; Lc: 31,5 cm Material: oțel; turnat; ciocănit; damaschinat cu aur; cizelat | Lama în formă de semilună cu tăiș convex, damaschinată pe ambele fețe cu motive vegetale și bust de bărbat. Manșon circular. În partea opusă lamei, în același plan, vârf de lance mic, prevăzut la bază cu două perforații inelare și două ramificații în formă de șarpe cu gura deschisă. Coarda circulară cu extremitățile parțial aurite cu caneluri longitudinale, parțial aurită cu terminație sferă alungită damaschinată cu aur și țui. La partea superioară cârlig proeminent decorat similar. Face parte din colecția de arme regelui Carol I din castelul Peleș. | Muzeul Național Peleș, Sinaia                              | Cimec    |
|      | Pumnal indian cu mâner rabatabil                                                                                                  | Datare: 1/2 sec. XIX Școală: Atelier indian Dimensiuni: L: 20,3 cm Material: oțel; turnat; ciocănit; damaschinat cu aur; cizelat; bronz; turnat; presat; perforat; cizelat | Pumnal gen foarfecă pliantă. Lamă scurtă, triunghiulară, cu două tăișuri, damaschinată integral, cu argint, cu motive geometrice și vegetale. La bază, central, o prelungire profilată din bronz prinsă într-un nit, lateral două mânere mobile fixate în nituri în formă de animale fantastice gravate și perforate în motive geometrice. Face parte din colecția de arme regelui Carol I din castelul Peleș. | Muzeul Național Peleș, Sinaia                              | Cimec    |
|      | Pumnal indian Katar | Datare: 1/2 sec. XVII Școală: Atelier indian Dimensiuni: L: 40,7 cm Material: oțel; turnat; ciocănit; damaschinat cu aur și argint; cizelat | Tip hindukkutta. Lama dreaptă cu două tăișuri, nervură mediană și două șanțuri paralele spre muchiile netăioase. La bază prezintă două perforații alungite și o aplică din fier decupată, damaschinată cu motive vegetale și fixată în două nituri. Mânerul este format din două brațe profilate tip balustru montate transversal pe două brațe paralele evazate spre capete și montate la baza lamei. Integral damaschinate cu aur și argint în motive orientale. Face parte din colecția de arme regelui Carol I din castelul Peleș. | Muzeul Național Peleș, Sinaia                              | Cimec    |
|      | Pumnal indian Katar | Datare: 1/2 sec. XVIII Școală: Atelier indian Dimensiuni: L: 33,5 cm Material: oțel; turnat; ciocănit; damaschinat cu aur și argint; cizelat | Tip hindukkuta. Lama dreaptă, triunghiulară, cu două tăișuri, cu nervură mediană, două șanțuri paralele spre muchia netăioasă. La bază în montură rotunjită, damaschinată cu argint în motive orientale și cu aplică damaschinată cu aur în motive geometrice. Mânerul este format din două brațe profilate tip balustru, damaschinate cu aur, montate transversal pe două brațe paralele, evazate la capete, damaschinate cu aur și argint, cu inscripții în medalioane și motive orientale. Face parte din colecția de arme regelui Carol I din castelul Peleș. | Muzeul Național Peleș, Sinaia                              | Cimec    |
|      | Scut rondaș | Datare: 1/2 sec. XVI Școală: Atelier persan Dimensiuni: D: 40 cm Material: oțel; turnat; presat; decupat; perforat; damaschinat cu aur; cizelat; piele; presată; decupată; finisată; material textil | Rondaș, cu margine aplicată. Decorat integral prin damaschinare cu aur, cu motive orientale și inscripții dispuse în patru medalioane simetrice, gravate cu motive liniare și circulare. Central medalion circular împărțit în patru sectoare și damaschinat similar cu restul scutului. Pe partea convexă șase bumbi proeminenți dispuși asimetric cu margini decupate și perforate, damaschinați cu motive orientale și prevăzuți cu garnituri textile grena. Pe partea concavă căptușit cu catifea roșie bordată. Central perniță din catifea mărginită de 6 inele care susțin curelele din piele. Face parte din colecția de arme regelui Carol I din castelul Peleș. | Muzeul Național Peleș, Sinaia                              | Cimec    |
|      | Scut rondaș | Datare: 1/2 sec. XVI Școală: Atelier persan Dimensiuni: D: 36,7 cm Material: oțel; turnat; presat; decupat; damaschinat cu aur; gravat; decupat;cizelat; material textil | Rondaș, cu margine aplicată, aurită. Marginal ornamentat în două câmpuri concentrice, inegale, cu motive orientale și inscripții în cartușe alternate, damaschinate cu aur și gravate cu motiv liniar. Central patru bumbi proeminenți cu margini decupate, decorați integral, similar câmpurilor. Pe partea concavă căptușit cu catifea matlasată, bordată. Central perniță din același material textil cu margine din piele și prevăzută cu patru inele metalice pentru curele de susținere. Face parte din colecția de arme regelui Carol I din castelul Peleș. | Muzeul Național Peleș, Sinaia                              | Cimec    |
|      | Spadă indiană Pata | Datare: 1/2 sec. XVII Școală: Atelier indian Dimensiuni: L: 131,5 cm Material: oțel; turnat; ciocănit; gravat; nituit; cizelat; aramă; turnată; trefilată; cizelată | Tip Batah. Lamă lungă cu două tăișuri. Talon lung, ricasso în formă de frunză fixată în trei nituri de aramă. Garda cu o parte semisferică cu prelungire pentru antebraț, decorate au repousse, cu motive geometrice dispuse în benzi și caneluri verticale. Prelungire pe antebraț cu margine aplicată. Pe partea interioară o bară transversală pentru sustinere fixată în nituri cu cap rozetă, cu rol de mâner, la extremitatea opusă bară mobilă de stabilitate a antebrațului. Face parte din colecția de arme regelui Carol I din castelul Peleș. | Muzeul Național Peleș, Sinaia                              | Cimec    |
|      | Lance indiană | Datare: 1/2 sec. XIX Școală: Atelier indian Dimensiuni: L: 88 cm Material: oțel; turnat; ciocănit; gravat; cizelat; lemn; strunjit; finisat | Cu vârful în patru muchii. Manșon tubular prelung cu caneluri mediane. Hampa din lemn îmbrăcat în fier decorat în patru segmente, egale, cel din mijloc torsadat integral, ultimul simetric cu manșonul, cu terminație aplatizată, triunghiulară la vârf și nervură mediană. Face parte din colecția de arme regelui Carol I din castelul Peleș. | Muzeul Național Peleș, Sinaia                              | Cimec    |
|      | Suliță persană | Datare: 1/2 sec. XIX Școală: Atelier persan Dimensiuni: L: 139,5 cm Material: oțel de Damasc; turnat; ciocănit; gravat; cizelat; lemn; strunjit; finisat | Lama din oțel de Damasc în forma de frunză cu nervură mediană, gravată pe ambele fețe cu inscripții arabe. Terminată în formă de corn și manșon circular prelung. Fixată la o hampă din lemn de forma circulară. Face parte din colecția de arme regelui Carol I din castelul Peleș. | Muzeul Național Peleș, Sinaia                              | Cimec    |
|      | Suliță indiană | Datare: 1/2 sec. XIX Școală: Atelier indian Dimensiuni: L: 162,8 cm Material: oțel; turnat; ciocănit; damaschinat cu argint; cizelat; lemn; strunjit; finisat; material textil | Vârf triunghiular cu nervura mediană, terminat în sferă fatețată. Manșon tubular prelung, damaschinat cu argint cu motive vegetale și inscripții ca și lama. Hampa circulară îmbrăcată în prima jumătate cu catifea roșie prevăzută la margini cu franjuri grena fixate în ținte canelate. Fixată la o hampă din lemn de forma circulară. Face parte din colecția de arme regelui Carol I din castelul Peleș. | Muzeul Național Peleș, Sinaia                              | Cimec    |
|      | Suliță persană | Datare: 1/2 sec. XIX Școală: Atelier persan Dimensiuni: L: 163,5 cm Material: oțel; turnat; ciocănit; damaschinat cu argint; cizelat; lemn; strunjit; finisat; material textil | Vârf triunghiular cu nervura mediană, terminat în sferă fatețată. Manșon tubular prelung, damaschinat cu argint cu motive vegetale și inscripții ca și lama. Hampa circulară îmbrăcată în prima jumătate cu catifea roșie prevăzută la margini cu franjuri grena fixate în ținte canelate. Fixată la o hampă din lemn de forma circulară. Face parte din colecția de arme regelui Carol I din castelul Peleș. | Muzeul Național Peleș, Sinaia                              | Cimec    |
|      | Suliță persană | Datare: 1/2 sec. XIX Școală: Atelier persan Dimensiuni: L: 140,5 cm Material: oțel; turnat; ciocănit; damaschinat cu argint; cizelat; lemn; strunjit; finisat | Lama în formă de pumnal caucazian cu șanț median flancat de două jgheaburi largi. La baza lamei aplică în formă de evantai damaschinată cu argint cu motive vegetale și corp piriform ce fixează manșonul circular ornamentat cu arabescuri longitudinale damaschinate cu argint. Hampa din lemn, circulară. Face parte din colecția de arme regelui Carol I din castelul Peleș. | Muzeul Național Peleș, Sinaia                              | Cimec    |
|      | Arc japonez | Datare: 1/2 sec. XIX Școală: Atelier japonez Dimensiuni: L: 181,5 cm Material: lemn; bambus; strunjit; finisat; sfoară de Manilla | Vergea din lemn, îngroșată la mijloc cu vârfuri ascuțite, aplatizate. La capete câte un inel de fixare, de rafie de bambus încleiată. Coarda este din sfoară de Manilla, lăcuită din loc în loc, decorată cu rafie de bambus. Face parte din colecția de arme regelui Carol I din castelul Peleș. | Muzeul Național Peleș, Sinaia                              | Cimec    |
|      | Arc japonez | Datare: 1/2 sec. XIX Școală: Atelier japonez Dimensiuni: L: 180 cm Material: lemn; bambus; strunjit; finisat; sfoară de Manilla | Vergea din lemn, îngroșată la mijloc cu vârfuri ascuțite, aplatizate. La capete câte un inel de fixare, de rafie de bambus încleiată. Coarda este din sfoară de Manilla, lăcuită din loc în loc, decorată cu rafie de bambus. Face parte din colecția de arme regelui Carol I din castelul Peleș. | Muzeul Național Peleș, Sinaia                              | Cimec    |
|      | Pumnal spadă japonez cu teacă | Datare: 1/2 sec. XIX Școală: Atelier japonez Dimensiuni: L: 24 cm Material: oțel; turnat; ciocănit; cizelat; aramă; turnată; presată; cizelată | Lama lată, ascuțită la vârf cu două tăișuri și nervură mediană. La bază o garnitură din aramă cu margini ondulate. Garda hexagonală cu două orificii laterale. Mâner aplatizat, drept, din lemn încrustat cu os, la extremități garnituri din hârtie care imită pielea. Pe mâner butoni gravați cu motiv rozetă. Face parte din colecția de arme regelui Carol I din castelul Peleș. | Muzeul Național Peleș, Sinaia                              | Cimec    |
|      | Teacă pentru pumnal spadă japonez                                                                                                 | Datare: 1/2 sec. XIX Școală: Atelier japonez Dimensiuni: L: 24 cm Material: lemn; strunjit; finisat; osș decupat; șlefuit; finisat; hârtie | Teaca tronconică, cu vârful rotunjit, din lemn acoperit cu altă esență din lemn, încrustat cu plăcuțe din os de formă neregulată. Extremitățile tecii sunt din hârtie, imitînd pielea. Face parte din colecția de arme regelui Carol I din castelul Peleș. | Muzeul Național Peleș, Sinaia                              | Cimec    |
|      | Cuțit indian Bhuj | Datare: 1/2 sec. XIX Școală: Atelier indian Dimensiuni: L: 70 cm Material: oțel; turnat; ciocănit; damaschinat cu argint aurit; niello; cizelat | Lama lată, curbă, îngustată spre vârf și nervură mediană pe ultimul sfert, damaschinată cu argint aurit pe două treimi din lungime cu motive florale. La bază cap de animal în ronde bosse. Coada din fier, circulară, damaschinată integral cu argint aurit similar cu lama și terminată cu o proeminență cu margini ondulate și buton. Face parte din colecția de arme regelui Carol I din castelul Peleș. | Muzeul Național Peleș, Sinaia                              | Cimec    |
|      | Arc indian Kaman | Datare: 1/2 sec. XIX Școală: Atelier indian Dimensiuni: L: 105,5 cm; Lc: 88 cm Material: lemn; strunjit; finisat; material textil; intestin de animal | Tip Kaman. Format din două contracurbe în acoladă și un mâner la centru. La capete două crestături în care se fixează coarda, din cânepă și bumbac, care este prinsă prin două inele din intestin de animal. Mânerul de culoare brun închis este decorat cu motive vegetale de culoare închisă. Face parte din colecția de arme regelui Carol I din castelul Peleș. | Muzeul Național Peleș, Sinaia                              | Cimec    |
|      | Pumnal indian | Datare: 1/2 sec. XVIII Școală: Atelier indian Dimensiuni: L: 36,2 cm; Lp: 46,3 cm Material: oțel; turnat; ciocănit; gravat; damaschinat; cizelat; lemn; strunjit; finisat | Lama lată, curbă, ascuțită la vârf, cu nervură mediană, damaschinată cu aur cu motiv oriental la bază. Mâner dublu evazat, profilat central, cu terminație rotunjită, gravat și aurit cu motive vegetale și zeități hinduse. Teaca din lemn, îmbrăcată în metal, terminată cu vârf sferic, gravată și aurită pe toată suprafața similar cu mânerul. Face parte din colecția de arme regelui Carol I din castelul Peleș. | Muzeul Național Peleș, Sinaia                              | Cimec    |
|      | Pușcă cu fitil | Datare: 1/2 sec. XVII Școală: Atelier indian Dimensiuni: L: 158,5 cm Material: oțel; turnat; ciocănit; damaschinat cu aur; cizelat; lemn; fațetat; finisat; os; decupat; gravat; cizelat | Țeava lisă, tronconică, ușor evazată la vârf. Țel din aramă. Înălțător bloc crestat. Decorată în meplat, damaschinată cu aur cu motive orientale. Mecanism de dare a focului complet. Trăgaci fără gardă. Pe platină două inele de fixare a curelei. Patul din lemn îngust și prelung, decorat cu aplică metalică cu margini ondulate și încrustații cu patru medalioane din os gravat. Ulucul face corp comun cu patul, cu lăcaș pentru vergeaua din fier și susținut de patru brățări din alamă, terminat cu garnitură metalică decupată în motiv floral. Face parte din colecția de arme regelui Carol I din castelul Peleș. | Muzeul Național Peleș, Sinaia                              | Cimec    |
|      | Secure dublă de luptă | Datare: 1/2 sec. XVIII Școală: Atelier indian Dimensiuni: L: 93,5 cm; Ls: 27,5 cm Material: oțel; turnat; ciocănit; gravat cu acizi; damaschinat cu aur și argint; cizelat | Cu două securi în același plan, cu tăiș convex, gravate și damaschinate cu aur și argint, cu motive vegetale. Vârf ascuțit triunghiular, cu terminație discoidală cu șapte perforații, damaschinată cu argint cu motive orientale. Hampa metalică, circulară, simplă, cap semisferic. Face parte din colecția de arme regelui Carol I din castelul Peleș. | Muzeul Național Peleș, Sinaia                              | Cimec    |
|      | Săgeată | Datare: 1/2 sec. XVII Școală: Atelier persan Dimensiuni: L: 91,5 cm Material: lemn; strunjit; finisat; trestie; tăiată; finisată; pene; piele; decupată | Cu tija din trestie, vârf metalic lis, cu trei rânduri de pene montate de-a lungul corpului delimitate cu două brățări din piele roșie. Dop de lemn crestat pentru fixarea săgeții în coarda arcului. Face parte din colecția de arme regelui Carol I din castelul Peleș. | Muzeul Național Peleș, Sinaia                              | Cimec    |
|      | Săgeată | Datare: 1/2 sec. XVII Școală: Atelier persan Dimensiuni: L: 92,5 cm Material: lemn; strunjit; finisat; trestie; tăiată; finisată; pene; piele; decupată | Cu tija din trestie, vârf metalic lis, cu trei rânduri de pene montate de-a lungul corpului delimitate cu două brățări din piele roșie. Dop de lemn crestat pentru fixarea săgeții în coarda arcului. Face parte din colecția de arme regelui Carol I din castelul Peleș. | Muzeul Național Peleș, Sinaia                              | Cimec    |
|      | Armură ecvestră | Datare: ½ sec.XVI Școală: atelier Nürnberg (?), Germania Dimensiuni: armura de cavaler-L=180cm; l=60cm; armura de cal - L=250cm; l=90cm; I=180 cm; lancea – L=295cm Material: oțel, laminat, ciocănit, nituit; lemn, fațetat; piele, presată, decupată; ipsos, turnat, cizelat; material textil; păr de cal; os | Armura ecvestră este completă și se compune din armura de cavaler, armura de cal și lancea de turnir, care face parte din ansamblu, conform Catalogului Scheürer. Armura completă de cavaler se compune din: grumăjer lat și cuirasă formată din pieptar cu talia zveltă și puternic pronunțată și spătar cu trei lame, care prezintă pe toată suprafața nervuri (caneluri) de oprire; pe partea dreaptă a pieptarului, un suport de susținere a lăncii în șarjă; două braconiere formate din trei lame mobile articulate și două tasete cu cinci lame mobile, canelate; două spaliere simetrice, cu suprafața lisă; două brasarde complete, formate din armura pentru antebraț și braț cu 5 lame articulate tip “coadă de rac”; două cotiere rotunjite, cu plăcuțe articulate; o mănușă de mâna stângă, completă, cu degete separate; mănușa de mâna dreaptă lipsește și este înlocuită de un cârlig metalic, de susținere a lăncii; două armuri de coapsă, semicilindrice cu nervuri de oprire longitudinale; două genunchiere bombate, rotunjite, canelate, terminate cu două aripioare pentru protejarea articulației; două protecții pentru gambe, formate din jambiere si moletiere, de formă semicilindrică de care se prind doi saboți de tip “picior de urs”. Peste talia cavalerului este trecută cureaua pentru tocul de susținere a lăncii, care este confecționat din piele groasă; sub cuirasă, o cazacă din material textil, de culoare roșie; cască tip armet cu calota rotunjită și nervuri de oprire; sub-bărbie pronunțată, și vizieră compactă, fixată pe calotă și o fantă îngustă transversală, cu rol de vizieră și nazal. Armura completă pentru cal este compusă din: fruntar format din patru plăci din oțel, cu nervură mediană pronunțată, care are două orificii pentru urechi, cu protecții metalice și două viziere semisferice; pe toată suprafața, prezintă nervuri de oprire și o plăcuță apărătoare din oțel, decupată în formă de scut heraldic și fixată central cu un nit; fruntarul este articulat cu balamale de apărătoarea gâtului care este formată din zece plăci metalice articulate cu nituri și piele, tip “coadă de rac”, cu creastă proeminentă. Apărătoarea pentru piept este compusă din trei plăci din oțel, de formă trapezoidală și două aplicații de formă semisferică, cu caneluri și buton central; apărătoarea de crupă este masivă, formată din mai multe plăci din oțel și crestată și cu caneluri; șaua din piele groasă, prezintă două arcade metalice înalte, cu suprafața canelată și este căptușită cu piele cu terminații decupate, cu motive geometrice și crin heraldic stilizat; sub șa, un valtrap din material textil, de culoare roșie; două scări de șa simple, cu arcada înaltă, semicirculară și talpa din bară de otel; zabală din oțel, cu curele din piele groasă, decupate cu motive geometrice; frâu din piele groasă, parțial cu protecții metalice. Tot ansamblul este montat pe manechine, din lemn pentru cavaler și ipsos pentru cal; păr natural pentru coama și coada calului; copite naturale, cu potcoave, de care este fixat în șuruburi, pe un postament din lemn. Lancea de turnir face parte din ansamblu și se regăsește la același număr de inventar, conform Catalogului Scheürer; hampa din lemn, cu caneluri longitudinale, vopsite în alb, iar spre bază, cu două proeminențe de formă bulbară, care delimitează mânerul; vârf metalic, cu trei ramificații și manșon cilindric; garda metalică, discoidală, cu suprafața lisă și margini nituite; lancea este susținută de cârlig și tocul scurt, din piele. | Muzeul Național Peleș, Sinaia                              | Cimec    |
|      | La fântână Autor: Bellu, Alexandru                                                                                                | Datare: sec. XX; după 10 mai 1903 Dimensiuni: L: 18 cm; LA: 13 cm Material: negativ; clișeu pe sticlă uscat | Compoziție ce prezintă două femei la fântână: una rezemată de ghizd, cealaltă cu cofa în spinare încadrând un tânăr cu fluierul în mână. Pe ghizd inscripția: 1903 Mai 10 Dumitru (Const)antinescu (Mar)ia soția sa. | Muzeul Județean de Istorie și Arheologie Prahova, Ploiești | Cimec    |
|      | Carul cu boi Autor: Bellu, Alexandru                                                                                              | Datare: sec. XX Dimensiuni: L: 18 cm; LA: 13 cm Material: negativ; clișeu pe sticlă uscat | Compoziție de prezintă un car cu boi trecând prin vadul unui râu; în picioare o țărancă cu biciul ridicat și o alta stând pe banchetă; altă țărancă alături de car cu cofa de apă, trecând prin vad. | Muzeul Județean de Istorie și Arheologie Prahova, Ploiești | Cimec    |
|      | Tânără Autor: Bellu, Alexandru | Datare: sec. XX Dimensiuni: L: 18 cm; LA: 13 cm Material: negativ; clișeu pe sticlă uscat | Compoziție cu o tânără în peisaj stând rezemată de trunchiul unui copac, alături de ea se află o cofă cu apă. | Muzeul Județean de Istorie și Arheologie Prahova, Ploiești | Cimec    |
|      | Tânără în costum popular Autor: Bellu, Alexandru                                                                                  | Datare: sec. XX Dimensiuni: L: 18 cm; LA: 13 cm Material: negativ; clișeu pe sticlă uscat | Compoziție influențată de idilismul picturii lui Nicolae Grigorescu; țărăncuță în peisaj cu ulcior pe umăr, poartă un opreg bănățean. | Muzeul Județean de Istorie și Arheologie Prahova, Ploiești | Cimec    |
|      | Tineri în costume populare Autor: Bellu, Alexandru                                                                                | Datare: sec. XX Dimensiuni: L: 18 cm; LA: 13 cm Material: negativ; clișeu pe sticlă uscat | Compoziție ce prezintă o scenă idilică cu un țăran bătrân așezat, cântând din fluier, o țărăncuță rezemată de trunchiul unui copac în vreme ce alta trece prin fundal cu cobilița în care sunt prinse două donițe. | Muzeul Județean de Istorie și Arheologie Prahova, Ploiești | Cimec    |
|      | Țărănci la joc Autor: Bellu, Alexandru                                                                                            | Datare: sec. XX Dimensiuni: L: 18 cm; LA: 13 cm Material: negativ; clișeu pe sticlă uscat | Compoziție ce prezintă țărănci la joc în bătătură cu un țăran bătrân câtând la fluier. | Muzeul Județean de Istorie și Arheologie Prahova, Ploiești | Cimec    |
|      | Tânără în costum popular Autor: Bellu, Alexandru                                                                                  | Datare: sec. XX Dimensiuni: L: 18 cm; LA: 13 cm Material: negativ; clișeu pe sticlă uscat | Compoziție ce prezintă o țărancă rezemată de trunchiul unui copac având o cobiliță și un ulcior alături. | Muzeul Județean de Istorie și Arheologie Prahova, Ploiești | Cimec    |
|      | Ciobani Autor: Bellu, Alexandru                                                                                                   | Datare: sec. XX Dimensiuni: L: 18 cm; LA: 13 cm Material: negativ; clișeu pe sticlă uscat | Compoziție ce prezintă în prim plan un cioban ce cântă din fluier înconjurat de o turmă de mioare. | Muzeul Județean de Istorie și Arheologie Prahova, Ploiești | Cimec    |
|      | Tinere în costume populare Autor: Bellu, Alexandru                                                                                | Datare: sec. XX Dimensiuni: L: 18 cm; LA: 13 cm Material: negativ; clișeu pe sticlă uscat | Compoziție ce prezintă două țărănci făcând pauză la culesul fânului, rezemate de o căpiță, una are în mână o furcă. | Muzeul Județean de Istorie și Arheologie Prahova, Ploiești | Cimec    |
|      | Tinere în costume populare Autor: Bellu, Alexandru                                                                                | Datare: sec. XX Dimensiuni: L: 18 cm; LA: 13 cm Material: negativ; clișeu pe sticlă uscat | Compoziție ce prezintă două țărănci ducându-și boii prin vadul râului. Una dintre ele are furca și fusul în mână și lucrează. | Muzeul Județean de Istorie și Arheologie Prahova, Ploiești | Cimec    |
|      | Grup de țărani Autor: Bellu, Alexandru                                                                                            | Datare: sec. XX Dimensiuni: L: 18 cm; LA: 13 cm Material: negativ; clișeu pe sticlă uscat | Compoziție ce prezintă două țărănci ascultând melodia pe care o cântă un bătrân din fluier. | Muzeul Județean de Istorie și Arheologie Prahova, Ploiești | Cimec    |
|      | La amiază Autor: Bellu, Alexandru                                                                                                 | Datare: sec. XX Dimensiuni: L: 18 cm; LA: 13 cm Material: negativ; clișeu pe sticlă uscat | Compoziție ce prezintă un grup de țărănci la ora prânzului și adăpatul vitelor, pe fundal o troiță din lemn. | Muzeul Județean de Istorie și Arheologie Prahova, Ploiești | Cimec    |
|      | Tinere trecând râul Autor: Bellu, Alexandru                                                                                       | Datare: sec. XX Dimensiuni: L: 18 cm; LA: 13 cm Material: negativ; clișeu pe sticlă uscat | Compoziție ce prezintă două țărănci trecând râul prin vad, una cu oala pe umăr, celaltă cu o cobiliță cu doniță. | Muzeul Județean de Istorie și Arheologie Prahova, Ploiești | Cimec    |
|      | Grup Autor: Bellu, Alexandru | Datare: sec. XX Dimensiuni: L: 18 cm; LA: 13 cm Material: negativ; clișeu pe sticlă uscat | Compoziție ce prezintă trecerea râului prin vad cu carul cu boi. În căruță doi țărani bătrâni și o tânără în picioare mânând vitele cu biciul. Înaintea lor o altă țărancă cu două donițe prinse în cobiliță. | Muzeul Județean de Istorie și Arheologie Prahova, Ploiești | Cimec    |
|      | Tânără în costum popular Autor: Bellu, Alexandru                                                                                  | Datare: sec. XX Dimensiuni: L: 18 cm; LA: 13 cm Material: negativ; clișeu pe sticlă uscat | Compoziție influențată de idilismul picturii lui Nicolae Grigorescu, țărăncuță în peisaj cu ulcior pe umăr, poartă un opreg bănățean. | Muzeul Județean de Istorie și Arheologie Prahova, Ploiești | Cimec    |
|      | La câmp Autor: Bellu, Alexandru                                                                                                   | Datare: sec. XX Dimensiuni: L: 18 cm; LA: 13 cm Material: negativ; clișeu pe sticlă uscat | Compoziție ce prezintă trei doamne într-un car tras cu boi condus de un țăran. Alte trei doamne așezate în iarbă în partea dreaptă un dialog între o doamnă și un argat. Pe fundal trei căpițe cu fân. | Muzeul Județean de Istorie și Arheologie Prahova, Ploiești | Cimec    |
|      | Tânără în costum popular Autor: Bellu, Alexandru                                                                                  | Datare: sec. XX Dimensiuni: L: 18 cm; LA: 13 cm Material: negativ; clișeu pe sticlă uscat | Compoziție ce prezintă o țărancă trecând vadul răului conducându-și boul. | Muzeul Județean de Istorie și Arheologie Prahova, Ploiești | Cimec    |
|      | Carul cu boi Autor: Bellu, Alexandru                                                                                              | Datare: sec. XX Dimensiuni: L: 18 cm; LA: 13 cm Material: negativ; clișeu pe sticlă uscat | Compoziție ce prezintă un țăran conducând carul cu boi; în car două femei, și altele două mergând pe lângă drum, în fundal o bisericuță de lemn. | Muzeul Județean de Istorie și Arheologie Prahova, Ploiești | Cimec    |
|      | Rochie de bal | Datare: 1/2 sec. XIX Școală: Atelier românesc Dimensiuni: L: 151 cm; LA: 110 cm Material: mătase naturală; balene; tul; dantelă; broderie cu mărgele; perle; sticlă | Rochia reprezintă o toaletă de bal și ocazii speciale folosită de protipendada din Țările Române și ilustrează o epocă de abundență a înaltei societăți românești. Rochia este o piesă autentică din prima jumătate a secolului XIX și este confecționată din mătase naturală, balene, tul, dantelă, broderie cu mărgele, perle și sticlă. Broderia și decorul sunt intacte, mătasea tăiată în mai multe părți. | Muzeul Județean de Istorie și Arheologie Prahova, Ploiești | Cimec    |
|      | Pungă | Datare: Sf. sec. XVII - încep. sec. XIX Școală: Atelier românesc Dimensiuni: L: 18,5 cm; LA: 13,5 cm Material: catifea vișinie brodată; fir metalic galben și alb; paiete | Puga este un accesoriu vestimentar de la sfârșitul secolului XVIII și începutul secolului XIX și reprezintă un element din ținuta unei doamne din protipendadă. Punga este confecționată din catifea vișinie brodată cu fir metalic galben și paiete galbene, are ciucuri și baiere din fir metalic și este căptușită cu bumbac roz. Calitatea realizării atât tehnice, cât și artistice demonstrează măiestria ceaprazarilor levantini. | Muzeul Județean de Istorie și Arheologie Prahova, Ploiești | Cimec    |
|      | Pantofi | Datare: Sf. sec. XVII - încep. sec. XIX Școală: Atelier românesc Dimensiuni: Î: 7,5 cm; L: 24,5 cm; LA: 8 cm Material: catifea; broderie; fir metalic galben și alb; piele; lemn; cuie | Pantofii fac parte din toaleta foarte elegantă a doamnelor din veacul fanariot și sunt de mare raritate și prețiozitate. Piesele demonstrează rafinamentul cizmarilor și ceaprazarilor din secolele XVIII - XIX. Pantofii sunt brodați cu fir galben și alb, cu motive decorative fitomorfe și zoomorfe. Starea de conservare relativ bună, căptușeala este tocită, iar firul metalic înnegrit. | Muzeul Județean de Istorie și Arheologie Prahova, Ploiești | Cimec    |
|      | Costum | Datare: Sf. sec. XVII - încep. sec. XIX Școală: Atelier românesc Dimensiuni: L: 98 cm; LA: 228 cm Material: catifea vișinie brodată; fir metalic galben și alb; mărgele de coral | Veșmânt femeiesc ce face parte din vestimentația de curte a târgovețelor bogate din veacul fanariot, scumpă și laborios executată. Piesa este confecționată din bumbac, broderie cu fir metalic galben și alb. Căptușeala este originală și este din bumbac imprimat. Haina este un exemplar tipic de ceaprazerie levantină. | Muzeul Județean de Istorie și Arheologie Prahova, Ploiești | Cimec    |
|      | Costum | Datare: Sf. sec. XVII - încep. sec. XIX Școală: Atelier românesc Dimensiuni: L: 100 cm; LA: 220 cm Material: catifea vișinie brodată; fir metalic galben și alb; mărgele de coral | Veșmânt femeiesc ce face parte din vestimentația de curte a târgovețelor bogate din veacul fanariot, scumpă și laborios executată. Piesa este confecționată din catifea roșie, broderie cu fir metalic galben și alb și mărgele de coral. Pe mâneci are zece nasturi din fir metalic galben și mărgele de coral. Pe piept are 24 de nasturi mari cu mărgele de coral. Căptușeala este originală. Haina este un exemplar tipic de ceaprazerie levantină. | Muzeul Județean de Istorie și Arheologie Prahova, Ploiești | Cimec    |
|      | Pumnal-sceptru | Datare: 2/2 sec. XVII Școală: Atelier occidental Dimensiuni: L: 42 cm Material: metal; fildeș; ciocănire; sculptare | Piesa este compusă din pumnal și teacă din fildeș sculptat. Lama din metal, dreaptă, cu două tăișuri și șanț median pe ambele fețe, de la talon spre vârf. Pe partea interioară a lamei, la baza inferioară a șanțului median, este gravată o stemă într-un scut oval încadrat de motive vegetale. Gravura este ștearsă și nu se poate distinge conținutul. Mânerul cilindric, din fildeș sculptat, împărțit în trei registre, este evazat spre partea superioară și inferioară. Registrul superior (capul mânerului) are forma unei rozete cu un bumb în vârf. Registrul din mijloc, spre exterior, se află stema Uniunii Statale Polone-Lituaniene, combinând stema Poloniei (vulturul) cu cea a Lituaniei (un cavaler) iar spre interior este ornat cu motive vegetale. După semnele convenționale specifice științei heraldice, stema compusă dintr-un scut timbrat la partea superioară cu o coroană din aur iar fundalul scutului este roșu. Pe lateral, scutul este ornat, spre partea inferioară cu lambrechini vegetali (frunze) și o eșarfă la bază. Scutul este scartelat (sfertuit) printr-o linie verticală și una orizontală. În cartierul unu (superior dreapta) și patru (inferior stânga) se află stema Poloniei, un vultur cruciat din argint, cu coroană, ciocul și ghiarele din aur, iar stema Lituaniei, un cavaler din argint în armură gotică, purtând în mâna dreaptă o spadă ridicată și în cea stângă un scut oval pe care se remarcă, foarte șters la cel din cartierul doi, o cruce. Harnașamentul, pintenul, mânerul spadei cu garda și crucea de pe scut sunt din aur. Registrul inferior, spre lamă, prezintă două brâuri în torsadă. Teaca cilindrică, din fildeș sculptat, este împărțită în două registre prin trei rânduri de brățări. Fiecare rând este compus din două brâie în torsade care încadrează un rând de ove. Pe registrul superior se află două medalioane ovale în care sunt figurate, bust, portetele regilor Poloniei Sigismund I și Sigismund II, iar între medalioane registrul este ornat cu motive vegetale și mascheroni de factură barocă. În registrul inferior se repetă compoziția de pe cel superior iar în medalioane sunt portretele regilor Sigismund al III-lea Vasa și Ștefan Bathory. | Muzeul Județean de Istorie și Arheologie Prahova, Ploiești | Cimec    |
|      | Scut oriental | Datare: 2/2 sec. XVII Școală: Atelier oriental Dimensiuni: D: 36 cm Material: metal; aur | Piesa este întreagă și are formă discoidală, bombată semisferic în zona centrală. Este decorată prin aplicarea foiței de aur, lucrată au repoussé, atât în câmpul central, cât și în cel circular marginal. În zona centrală decorul este compus din patru bumbi dispuși simetric între care se intercalează patru medalioane ce conțin versete din coran. Bumbii și medalioanele circumscriu un medalion rotund central care conține tot versete din coran. Câmpul marginal, circular are același tip de decor în care alternează scene cinegetice, se remarcă un vânător cu o pușcă, motive florale, avimorfe, geometrice și inscripțiile în limba arabă, versete din coran. | Muzeul Județean de Istorie și Arheologie Prahova, Ploiești | Cimec    |
|      | Coif persan | Datare: Sec. XVII Școală: Atelier persan Dimensiuni: D: 20 cm; I: 24,5 cm Material: metal; aur | Coiful este compus dintr-o calotă metalică prevăzută cu o apărătoare nazală mobilă, două aplice pentru penaj dispuse pe partea anterioară. Casca se termină la partea superioară cu un vârf piramidal. De partea inferioară a calotei sunt atașate zalele. Partea exterioară a calotei și a pieselor componente este decorată cu motive vegetale care încadrează patru versete din coran. | Muzeul Județean de Istorie și Arheologie Prahova, Ploiești | Cimec    |
|      | Apărătoare de braț | Datare: 2/2 sec. XVII - 1/4 sec. XVIII Școală: Atelier oriental Dimensiuni: L: 37,5 cm Material: metal; aur | Este decorată cu trei medalioane dispuse central-vertical, conturate cu aplicații din bandă subțire aurie. Medalioanele sunt decorate in interior cu scene cinegetice, incizate: trei vânători călări și câini, vânător cu arc și vânător cu hanger. Conturul exterior al piesei este marcat cu decor liniar auriu realizat din bandă aplicată. Restul câmpului piesei este decorat cu motive florale aurii aplicate. În partea inferioară sunt atașate două plăcuțe metalice, prinse de corpul piesei cu zale. Acest sistem de prindere și apărare a încheieturii mâinii este decorat cu decor vegetal incizat. Plăcuța laterală are două catarame corespunzătoare anourilor de închidere amplasate pe laterala opusă a piesei. Partea superioră a piesei are pe laterale un sistem de prindere compus din cataramă și anou, între care se prindea probabil o curea din piele. Lipsesc din vechime câteva zale ale plăcilor laterale și o parte din catarama superioară. | Muzeul Județean de Istorie și Arheologie Prahova, Ploiești | Cimec    |
|      | Pușcă cu cremene | Datare: Sec. XVIII Școală: Atelier otoman Dimensiuni: L: 115,5 cm; Lț: 85,3 cm; Cal: 17 mm Material: oțel; lemn; alamă | Țeava tronconică din oțel de damasc, ușor evazată spre gură cu umăr înălțător fix. Cătarea este prevăzută prin crestarea părții evazate. La partea superioară, țeava prezintă ornamente vegetale. Mecanismul de dare a focului este complet, dar defect. Patul și ulucul din lemn având incrustații în metal, os, cu motive vegetale și motive geometrice, iar pe părțile laterale și inferioare ale patului sunt aplicate rozete metalice, prin batere. Țeava este fixată de uluc prin patru brățări din alamă ornate prin tehnica repoussé. De asemenea pe partea laterală stângă se află vergeaua de fixare a curelei. Ulucul este prevăzut cu un locaș din lemn pentru fixarea vergelei. | Muzeul Județean de Istorie și Arheologie Prahova, Ploiești | Cimec    |
|      | Pușcă de vânătoare | Datare: 3/4 sec. XIX Școală: Atelier occidental Dimensiuni: Lt: 109 cm; Lț: 75,5 cm; Cal: 15 mm Material: oțel; lemn; alamă | Țeava tronco-octogonală cu înălțător format din: talpă, foaie fixă și foaie mobilă ambele crestate și cătare cu țel. Mecanismul de dare a focului și mecanismul de declanșare sunt complete. Patul și ulucul sunt din lemn. Talpa patului este placată cu o aplică din alamă care se prelungește la partea superioară cu o limbă ornată cu motive vegetale care încadrează un personaj à la antique. În dreptul mecanismului de dare a focului, pe partea stângă, se află o aplică din alamă, traforată, ornamentată cu motive vegetale care încadrează un cerb încolțit de patru câini de vânătoare. Ulucul are un lăcaș pentru fixarea bătătorului cu trei aplice din alamă. | Muzeul Județean de Istorie și Arheologie Prahova, Ploiești | Cimec    |
|      | Iatagan oriental | Datare: 2/2 sec. XVIII Școală: Atelier oriental Dimensiuni: L: 66,5 cm; Lteacă: 58,5 cm Material: gardă: metal; alamă; lamă: oțel; teacă: lemn, piele | Iataganul are lama curbă spre interior cu o muchie netăioasă prevăzută cu două nervuri și două șanțuri dispuse pe aproape întreaga lungine a lamei. Partea interioară a lamei conține un medalion cu litere arabe, mânerul iataganului este din lemn îmbrăcat în întregime în metal ornamentat cu motive vegetale. Ornamentarea se prelungește și pe talunul lamei spre muchia netăioasă a lamei. Capul mânerului este în formă de aripioare. Teaca este din lemn acoperită cu piele placată cu metal decorat la partea superioară și inferioară cu motive vegetale. | Muzeul Județean de Istorie și Arheologie Prahova, Ploiești | Cimec    |
|      | Apărătoare de braț | Datare: 1/2 sec. XVII Școală: Atelier oriental Dimensiuni: L: 34 cm Material: metal | Este decorată cu două medalioane incizate dispuse central vertical, între care este amplasată o mască grotească. Acest decor este înconjurat de un câmp cu inscripție în limba arabă. Restul suprafeței piesei este decorat cu motive zoomorfe stilizate. Decorul și inscripția sunt realizate în tehnica incizării. Pe partea laterală stângă a apărătorii se păstrează o cataramă la partea superioară, și un fragment de cataramă la partea inferioară. Pandant pe laterala dreaptă sunt două anouri, care împreună cu cataramele formează sistemul de prindere pe braț cu ajutorul a două curele de piele. Lipsește catarama inferioară de pe laterala stângă a piesei. | Muzeul Județean de Istorie și Arheologie Prahova, Ploiești | Cimec    |

## Fond
| Foto | Informații generale                                                                                                   | Detalii tehnice | Descriere | Deținător                     | Legături |
| ---- | --- | --- | --- | ----------------------------- | -------- |
|      | Album pliant cu fotografiile principesei Elisabeta a României Autor: Regina Maria a României                          | Școală: Atelier românesc Dimensiuni: L: 11 cm; La: 11 cm; Gr: 3 cm; D: 6,5 cm Material: fotografie; hârtie fotografică; carton; material textil; turnare; gravare; cizelare; pictare    | Album miniatural – pliant, cu fotografii circulare, realizate de regina Maria a României, reprezentând pe fiica sa, principesa Elisabeta. Imaginile o surprind pe principesă, în jurul anului 1907 (la vârsta de aproximativ 12-13 ani). Cadrul forografiilor este decorat cu acuarele realizate de regina Maria, în diverse tonuri de brun, verde, violet și oranj; motive decorative vârfuri de săgeată, cruci gamate și picături de apă. Piesa este în întregime creația reginei Maria. | Muzeul Național Peleș, Sinaia | Cimec    |
|      | Album pliant cu fotografiile principesei Marioara (Mignon) a României Autor: Regina Maria a României                  | Școală: Atelier românesc Dimensiuni: L: 11 cm; La: 11 cm; Gr: 3 cm; D: 6,5 cm Material: fotografie; hârtie fotografică; carton; material textil; turnare; gravare; cizelare; pictare    | Album miniatural – pliant, cu fotografii circulare, realizate de regina Maria a României, reprezentând pe fiica sa, principesa Marioara (Mignon). Imaginile o surprind pe mica principesă, în jurul anului 1905 (la vârsta de aproximativ 4-5 ani). Cadrul forografiilor este decorat cu acuarele realizate de regina Maria, în diverse tonuri de brun, albastru deschisși violet; motive decorative vârfuri de săgeată, cruci gamate și picături de apă. Piesa este în întregime creația reginei Maria. | Muzeul Național Peleș, Sinaia | Cimec    |
|      | Album pliant cu fotografiile principeselor Elisabeta și Marioara (Mignon) ale României Autor: Regina Maria a României | Școală: Atelier românesc Dimensiuni: L: 11 cm; La: 11 cm; Gr: 3 cm; D: 6,5 cm Material: fotografie; hârtie fotografică; carton; material textil; turnare; gravare; cizelare; pictare    | Album miniatural – pliant, cu fotografii circulare, realizate de regina Maria a României, reprezentând pe cele două fiice ale sale, principesele Elisabeta și Marioara (Mignon). Imaginile le surprind pe cele două principese, în jurul anului 1905 (la vârstele de aproximativ 10 șii respectiv 5 ani). Principesa Elisabeta este surprinsă în 5 fotografii, iar principesa Marioara în 3 fotografii, în diverse atitudini. Cadrul forografiilor este decorat cu acuarele realizate de regina Maria, cu motive decorative vârfuri de săgeată și picături de apă. Piesa este în întregime creația reginei Maria. | Muzeul Național Peleș, Sinaia | Cimec    |
|      | Port-chibrit din argint                                                                                               | Datare: începutul secolului XX Școală: Atelier englez Dimensiuni: L: 6 cm; La: 5,2 cm; Gr: 0,5 cm; G: 40 gr; Titlu: 800‰ Material: argint; email; turnare; cizelare; aurire             | Port-chibrit de formă dreptunghiulară, cu capacul în profil de arbaletă, prins în șarnieră, decorat pe marginea a trei laturi cu friză minusculă de entrelacs; buton de închidere circular, caboșon din safir sintetic. Pe capac, dispusă oblic inscripție cu email albastru cobalt „Marie”, iar pe muchie poansonul Sterlingsilver. | Muzeul Național Peleș, Sinaia | Cimec    |
|      | Tabacheră din argint                                                                                                  | Datare: începutul secolului XX Școală: Atelier englez Dimensiuni: L: 9 cm; La: 7,5 cm; Gr: 1 cm; G: 99,15 gr; Titlu: 800‰ Material: argint; email; turnare; ciocănire; cizelare; aurire | Tabacheră de formă dreptunghiulară, formată din două tăvițe unite prin șarnieră pe latura îngustă, cu decor poansonat pe întreaga suparafață, având pe capac în colțul din stânga sus decor aplicat, cu monograma reginei Maria din argint aurit, cu email albastru, surmontată de coroană regală; aurită la interior, cu câte o bandă elastică pe fiecare tăviță; pe latura îngustă clapă dreptunghiulară pentru deschidere. | Muzeul Național Peleș, Sinaia | Cimec    |
|      | Spadă de călău de factură occidentală                                                                                 | Datare: sfârșitul secolului al XV-lea - începutul secolului al XVI-lea Școală: Atelier occidental Dimensiuni: L = 107 cm Material: oțel; lemn                                           | lamă dreaptă, cu două tăișuri, pe ambele feșe sunt ștanțate litere, texte indescifrabile, mărci și insemne flancate de un grupaj de trei puncte (posibil la restaurare unele inscripții să fi fost șterse). spre vârful rotunjit al lamei sunt realizate trei orificii. restaurată, mânerul și garda nu sunt cele originale. | Colecție particulară, Băicoi  | Cimec    |